# Lee Jin-wook
Lee Jin-wook (이진욱?, I Jin-ukLR; Cheongju, 16 settembre 1981) è un attore sudcoreano.
L'attore è noto per le sue interpretazioni nei serial televisivi Yuri-ui seong, Nine - Ahop beon-ui sigan-yeohaeng e nel film Susanghan geunyeo.

## Carriera
Lee Jin-wook è ancora uno studente di ingegneria ambientale presso l'Università di Cheonju quando decide di interrompere i propri studi per iniziare una carriera da attore. Divenuto inizialmente un modello per l'azienda Panasonic nel 2003, compie il suo debutto da attore l'anno seguente in Na-ui sae namjachingu, un cortometraggio di Hur Jin-ho.
Il 2015 lo vede impegnato nelle pellicole Beauty Inside e Sigan-italja, così come nel remake coreano della serie taiwanese Wo keneng bu hui ai nǐ, intitolato Neoreul saranghan sigan.

## Filmografia

### Cinema
- Na-ui sae namjachingu (나의 새 남자친구), regia di Hur Jin-ho (2004)
- Susanghan geunyeo (수상한 그녀), regia di Hwang Dong-hyuk (2014)
- Pyojeok (표적), regia di Chang (2014)
- Beauty Inside (뷰티 인사이드), regia di Baik (2015)
- Sigan-italja (시간이탈자), regia di Kwak Jae-yong (2015)
- High Society (상류사회, Sangnyu sahoe), regia di Byun Hyuk (2018)

### Televisione
- Yeon-ae sidae (연애시대) – serie TV (2006)
- Air City (에어시티) – serie TV (2007)
- Insaeng-eun areumda-wo (인생은 아름다워) – serie TV (2010)
- Nine - Ahop beon-ui sigan-yeohaeng (나인: 아홉 번의 시간여행) – serie TV (2013)
- Samchongsa (삼총사?) – serie TV (2014)
- Neoreul saranghan sigan (너를 사랑한 시간) – serie TV (2015)
- Goodbye Mr. Black (굿바이 미스터) – serie TV (2016)
- Sweet Home (스위트홈) – serie TV (2020)
- Bulgasal (불가살) – serie TV, 16 episodi (2021-2022)
- Doona! (이두나!) - serie TV, 9 episodi (2023)
- Squid Game (오징어게임) – serie TV, 13 episodi (2024-2025)

## Doppiatori italiani
Nelle versioni in italiano delle opere in cui ha recitato, Lee Jin-wook è stato doppiato da:
- Guido Di Naccio in Squid Game